# دینارا آلیمبکاوا
دینارا آلیمبکاوا (بلاروسی: Дзінара Талгатаўна Алімбекава؛ زادهٔ ۵ ژانویهٔ ۱۹۹۶) ورزشکار ورزش دوگانه اهل بلاروس است.
وی در مسابقات کشوری و بین‌المللی در مجموع برندهٔ ۱ مدال طلا، ۱ مدال برنز شده‌است.